# Old Blacksmith’s House
Das Old Blacksmith’s House ist ein Wohngebäude in der schottischen Stadt Port Charlotte auf der Hebrideninsel Islay. Das Gebäude steht auf der Westseite der Main Street am Südende der Stadt. Am 28. August 1980 wurde Old Blacksmith’s House in die schottischen Denkmallisten in der Kategorie C aufgenommen.

## Beschreibung
Das exakte Baudatum des Gebäudes ist nicht überliefert, sodass nur das frühe 19. Jahrhundert als Bauzeitraum angegeben werden kann. Old Blacksmith’s House befindet sich direkt an der Straße und weist, da die gegenüberliegende Straßenseite unbebaut ist, direkt auf die weniger als 100 Meter entfernte Küste der Bucht Loch Indaal, an der Port Charlotte gelegen ist. Old Blacksmith’s House ist in traditioneller Bauweise auf einer länglichen Grundfläche errichtet. Auf das Erdgeschoss setzt sich ein weiteres Stockwerk auf, welches dann mit einem Satteldach abschließt. Das Dach ist mit Schieferschindeln gedeckt. Nördlich schließt sich ein einstöckiger Flügel mit Satteldach an, der ebenfalls entlang der Straße verläuft. Im Süden wird der Hinterhof des Wohnhauses durch drei Anbauten abgegrenzt. Die Fassaden sind in der traditionellen Harling-Technik verputzt.